# Le Masnau-Massuguiès
Le Masnau-Massuguiès is een gemeente in het Franse departement Tarn (regio Occitanie) en telt 319 inwoners (2004). De plaats maakt deel uit van het arrondissement Castres.

## Geografie
De oppervlakte van Le Masnau-Massuguiès bedraagt 45,1 km², de bevolkingsdichtheid is 7,1 inwoners per km².
De onderstaande kaart toont de ligging van Le Masnau-Massuguiès met de belangrijkste infrastructuur en aangrenzende gemeenten.

## Demografie
Onderstaande figuur toont het verloop van het inwonertal (bron: INSEE-tellingen).